# Liste der Baudenkmäler in Fürth/H
Diese Liste ist eine Teilliste der Liste der Baudenkmäler in Fürth. Grundlage der Liste ist die Bayerische Denkmalliste, die auf Basis des bayerischen Denkmalschutzgesetzes vom 1. Oktober 1973 erstmals erstellt wurde und seither durch das Bayerische Landesamt für Denkmalpflege geführt und aktualisiert wird. Die folgenden Angaben ersetzen nicht die rechtsverbindliche Auskunft der Denkmalschutzbehörde.
Dieser Teil der Liste beschreibt die denkmalgeschützten Objekte in folgenden Straßen:
- Hallemannstraße
- Hallstraße
- Heiligenstraße
- Helmplatz
- Helmstraße
- Henri-Dunant-Straße
- Herrnstraße
- Hirschenstraße
- Hochstraße
- Höfener Straße
- Holzstraße
- Hornschuchpromenade

## Hallemannstraße
| Lage                                          | Objekt                                                                         | Beschreibung | Akten-Nr.                | Bild |
| --------------------------------------------- | ------------------------------------------------------------------------------ | --- | ------------------------ | --- |
| Hallemannstraße 1 / Rosenstraße 13 (Standort) | Wohnhaus in Ecklage                                                            | Siehe Rosenstraße 13 | D-5-63-000-1142 Wikidata | Wohnhaus in Ecklage |
| Hallemannstraße 2 / 2a (Standort)             | Ehemaliges Israelitisches Waisenhaus mit Synagoge, jetzt Wohnhaus mit Synagoge | Dreigeschossiger, reich gegliederter Sandsteinbau in Ecklage mit Mansardwalmdach, spätklassizistisch, von Friedrich Friedreich, 1868, Erweiterung nach Norden 1884 Gedenktafel mit Bauinschrift, Marmortafel mit Sandsteinrahmung und Dreiecksgiebel | D-5-63-000-371 Wikidata  | [[Vorlage:Bilderwunsch/code!/C:49.476432,10.986506!/D:Hallemannstraße 2 / 2a , Ehemaliges Israelitisches Waisenhaus mit Synagoge, jetzt Wohnhaus mit Synagoge!/\|BW]] |
| Hallemannstraße 3 (Standort)                  | Ehemaliges Gasthaus                                                            | Dreigeschossiger traufseitiger Sandsteinbau mit Satteldach, Sohlbankgesimsen, Zahnschnittfries an der Traufe und flachgeschweiften Fensterverdachungen, spätklassizistisch, von Andreas Korn, 1863                                                   | D-5-63-000-372 Wikidata  | Ehemaliges Gasthaus |
| Hallemannstraße 4 (Standort)                  | Wohnhaus                                                                       | Dreigeschossiger traufseitiger Satteldachbau mit Sandsteinfassade, Sohlbankgesims und Zahnschnittfries an der Traufe, spätklassizistisch, von Andreas Korn, 1863/64; bauliche Gruppe mit Hallemannstraße 6/8                                         | D-5-63-000-373 Wikidata  | Wohnhaus |
| Hallemannstraße 5 (Standort)                  | Ehemaliges Rektoratswohnhaus                                                   | Dreigeschossiger traufseitiger Satteldachbau mit Sandsteinfassade, von Lisenen begrenzter Mittelachse, spätklassizistisch, wohl von Eduard Philipp Otto, um 1863                                                                                     | D-5-63-000-374 Wikidata  | Ehemaliges Rektoratswohnhaus |
| Hallemannstraße 6 (Standort)                  | Ehemaliges Gasthaus „Zum Goldfisch“                                            | Dreigeschossiger traufseitiger Satteldachbau mit Sandsteinfassade und Sohlbankgesims, spätklassizistisch, von Andreas Korn, 1864; bauliche Gruppe mit Hallemannstraße 4/8                                                                            | D-5-63-000-375 Wikidata  | Ehemaliges Gasthaus „Zum Goldfisch“ |
| Hallemannstraße 8 (Standort)                  | Wohnhaus in Ecklage                                                            | Dreigeschossiger Satteldachbau mit Sandsteinfassade, Sohlbankgesims, Rosettenfries an der Traufe und Erker mit Balkonbrüstung, spätklassizistisch, von Johann Söhnlein, 1870; bauliche Gruppe mit Hallemannstraße 4/6                                | D-5-63-000-1734 Wikidata | Wohnhaus in Ecklage |

## Hallstraße
| Lage                    | Objekt            | Beschreibung | Akten-Nr.                        | Bild |
| ----------------------- | ----------------- | --- | -------------------------------- | ---- |
| Hallstraße 1 (Standort) | Amtsgericht Fürth | Südteil des Amtsgerichtes, siehe Bäumenstraße 32; Teil des Ensembles Alexanderstraße/Hallplatz | D-5-63-000-83 zugehörig Wikidata | BW   |
| Hallstraße 6 (Standort) | Wohnhaus          | Dreigeschossiger, palaisartiger Sandsteinquaderbau mit Walmdach und flachem Mittelrisalit mit Dreiecksgiebel, klassizistisch, von Johann Zink und Johann Georg Schmiedt, an Rückseitentür bezeichnet „1836“ | D-5-63-000-378 Wikidata          | BW   |

## Heiligenstraße
| Lage                         | Objekt                                                    | Beschreibung | Akten-Nr.               | Bild                                                      |
| ---------------------------- | --------------------------------------------------------- | --- | ----------------------- | --------------------------------------------------------- |
| Heiligenstraße 5 (Standort)  | Wohnhaus in Ecklage                                       | Wohnhaus in Ecklage, dreiflügeliger, dreigeschossiger Sandsteinbau mit Mansarddach und Gurtgesimsen, straßenseitig viertes Geschoss mit Dreiecksgiebel vorgeblendet, klassizistisch, Anfang 19. Jahrhundert; Teil des Ensembles Altstadt | D-5-63-000-380 Wikidata | weitere Bilder                                            |
| Heiligenstraße 6 (Standort)  | Wohnhaus in Eck- und Hanglage                             | Freistehender, dreigeschossiger Sandsteinquaderbau mit Walmdach und Giebelzwerchhäusern, rückseitig zweigeschossig mit Holzgalerie, um 1710/20 Beidseitig Stützmauern des Hangs, östlich von Nr. 6 bis Nr. 10 hohe Sandsteinquadermauer, 17./18. Jahrhundert, westlich von Nr. 6 bis unterhalb von Kirchenplatz 2 niedrige Sandsteinquadermauer, von Treppenaufgang unterbrochen, 1836; Teil des Ensembles Altstadt | D-5-63-000-381 Wikidata | Wohnhaus in Eck- und Hanglage                             |
| Heiligenstraße 7 (Standort)  | Ehemaliges Gasthaus Zur Mist’n (zeitweise Zum Mondschein) | Dreigeschossiger, traufseitiger und verputzter Satteldachbau mit mittigem Giebelzwerchhaus, bezeichnet „1767“ Westlich anschließend Scheune, erdgeschossiger traufseitiger Satteldachbau in Sandstein und Fachwerk, an Wappenrelief bezeichnet „1751“; Teil des Ensembles Altstadt | D-5-63-000-382 Wikidata | Ehemaliges Gasthaus Zur Mist’n (zeitweise Zum Mondschein) |
| Heiligenstraße 10 (Standort) | Wohnhaus                                                  | Langgestreckter, zweigeschossiger und traufseitiger Putzbau mit Satteldach, wohl um 1706; Teil des Ensembles Altstadt | D-5-63-000-383 Wikidata | Wohnhaus                                                  |
| Heiligenstraße 11 (Standort) | Wohnhaus                                                  | Zweigeschossiger giebelständiger Satteldachbau mit Sandsteinerdgeschoss, verputztem Obergeschoss und Giebel und südwestlich angebautem, zweigeschossigem Sandsteinbau, westliche Hofseite im Obergeschoss verschiefert mit Zwerchhaus, bezeichnet 1769, Traufseitanbau 1864, Traufseitbau in Neubau Heiligenstraße 9 integriert; Teil des Ensembles Altstadt                                                        | D-5-63-000-384 Wikidata | Wohnhaus                                                  |
| Heiligenstraße 13 (Standort) | Mietshaus                                                 | Schmaler, dreigeschossiger und traufseitiger Satteldachbau mit Sandsteinfassade mit Rosetten- und Zahnschnittfries an der Traufe, spätklassizistisch, von Wilhelm Horneber und Conrad Gieß, 1880; Teil des Ensembles Altstadt | D-5-63-000-385 Wikidata | weitere Bilder                                            |
| Heiligenstraße 17 (Standort) | Wohnhaus                                                  | Dreigeschossiger traufseitiger Satteldachbau mit Sandsteinerdgeschoss und verputzten Fachwerkobergeschossen, Mitte 18. Jahrhundert, straßenseitig später aufgestockt; Teil des Ensembles Altstadt | D-5-63-000-386 Wikidata | weitere Bilder                                            |
| Heiligenstraße 25 (Standort) | Wohnhaus                                                  | Schmaler, dreigeschossiger und traufseitiger Satteldachbau mit Fachwerkobergeschossen, erste Hälfte 18. Jahrhundert; Teil des Ensembles Altstadt | D-5-63-000-388 Wikidata | Wohnhaus                                                  |

## Helmplatz
| Lage                                   | Objekt                                                | Beschreibung | Akten-Nr.               | Bild                |
| -------------------------------------- | ----------------------------------------------------- | --- | ----------------------- | ------------------- |
| Helmplatz 1 (Standort)                 | Wohnhaus in Ecklage                                   | Dreiseitig freistehender, dreigeschossiger Sandsteinquaderbau mit Walmdach, Bogenfries an der Traufe und gedrehten Rundstäben als Wandvorlagen, in romantisch-klassizistischen Formen, von Friedrich Schmidt und Johann Weithaas, 1851; Teil des Ensembles Altstadt | D-5-63-000-391 Wikidata | Wohnhaus in Ecklage |
| Helmplatz 2/Königstraße 103 (Standort) | Städtische Feuerwache                                 | Siehe Königstraße 103 | D-5-63-000-650 Wikidata | weitere Bilder      |
| Helmplatz 3 (Standort)                 | Wohnhaus                                              | Zweigeschossiger traufseitiger Satteldachbau mit Sandsteinerdgeschoss, Fachwerkobergeschoss und -zwerchhaus, Ende 17. oder erste Hälfte 18. Jahrhundert; Teil des Ensembles Altstadt                                                                                | D-5-63-000-393 Wikidata | BW                  |
| Helmplatz 4 (Standort)                 | Schulgebäude                                          | Dreigeschossiger Sandsteinbau mit Walmdach und Lisenengliederung, in strengen Neurenaissanceformen, von Simon Vogel, bezeichnet „1881“ Teile der Einfriedung, Pfeilgitterzaun und Sandsteinpfeiler, gleichzeitig; Teil des Ensembles Altstadt                       | D-5-63-000-394 Wikidata | BW                  |
| Helmplatz 6 (Standort)                 | Ehemaliges Eichamt mit Turnhalle, städtisches Gebäude | Dreigeschossiger Sandsteinbau mit Walmdach, breitem Mittelrisalit, rustiziertem Erdgeschoss und Reliefdekor, in reduziert historistischen Formen, von Otto Holzer, bezeichnet „1907“; Teil des Ensembles Altstadt                                                   | D-5-63-000-396 Wikidata | weitere Bilder      |
| Helmplatz 9 (Standort)                 | Wohnhaus                                              | Zweigeschossiger giebelständiger Sandsteinquaderbau mit Satteldach, profilierten Fenstergewänden und Voluten am Giebelansatz, Ende 17./18. Jahrhundert; Teil des Ensembles Altstadt                                                                                 | D-5-63-000-397 Wikidata | Wohnhaus            |

## Helmstraße
| Lage                     | Objekt                                                          | Beschreibung | Akten-Nr.               | Bild           |
| ------------------------ | --------------------------------------------------------------- | --- | ----------------------- | -------------- |
| Helmstraße 1 (Standort)  | Wohnhaus                                                        | Dreigeschossiger giebelständiger Sandsteinquaderbau mit Satteldach und verputzten Giebelzwerchhäusern, südliche Traufseite in Fachwerk, 18./19. Jahrhundert Rückgebäude, dreigeschossiger Backsteinbau mit Mansarddach, wohl letztes Viertel 19. Jahrhundert; Teil des Ensembles Altstadt     | D-5-63-000-398 Wikidata | BW             |
| Helmstraße 2 (Standort)  | Gasthaus Zum Öchsle (früher Zum Weißen Ochsen)                  | Dreigeschossiger, teils verputzter Sandsteinquaderbau in Ecklage, mit Satteldach und profilierten Sohlbänken, 18. Jahrhundert, Aufstockung 1852; Teil des Ensembles Altstadt | D-5-63-000-399 Wikidata | BW             |
| Helmstraße 3 (Standort)  | Wohnhaus mit Gaststätte Goldfrosch (früher Zum Goldenen Frosch) | Dreigeschossiger giebelständiger Satteldachbau mit verputztem Erdgeschoss und giebelseitig verschieferten Fachwerkobergeschossen, Ende 17./18. Jahrhundert; Teil des Ensembles Altstadt | D-5-63-000-400 Wikidata | BW             |
| Helmstraße 4 (Standort)  | Wohnhaus                                                        | Zweigeschossiger traufseitiger Satteldachbau mit verputztem Fachwerkobergeschoss und großem Aufszugserker, Ende 17./18. Jahrhundert; Teil des Ensembles Altstadt | D-5-63-000-401 Wikidata | BW             |
| Helmstraße 5 (Standort)  | Ehemaliges Gasthaus Zum Silberfischla                           | Dreigeschossiger giebelständiger Putzbau mit Satteldach, 17./18. Jahrhundert Rückgebäude, zweigeschossiger Satteldachbau mit Sandsteinerdgeschoss und Fachwerkobergeschoss und -giebel, wohl 17./18. Jahrhundert; Teil des Ensembles Altstadt                                                 | D-5-63-000-402 Wikidata | BW             |
| Helmstraße 6 (Standort)  | Wohnhaus                                                        | Dreigeschossiger traufseitiger Sandsteinquaderbau mit Satteldach und verschiefertem Zwerchhaus, spätklassizistisch, wohl von Johann Georg Schmidt, 1857; Teil des Ensembles Altstadt | D-5-63-000-403 Wikidata | BW             |
| Helmstraße 8 (Standort)  | Wohnhaus in Ecklage                                             | Zweigeschossiger Satteldachbau mit verputztem Erdgeschoss, Fachwerkobergeschoss und -giebel, Zwerchhaus an der Traufseite, Ende 17./18. Jahrhundert; Teil des Ensembles Altstadt | D-5-63-000-404 Wikidata | BW             |
| Helmstraße 9 (Standort)  | Wohnhaus                                                        | Zweigeschossiger Sandsteinquaderbau mit steilem Walmdach und verputztem Walmdachzwerchhaus, 18. Jahrhundert Gedenktafel für Jakob Henle, Bronze; Teil des Ensembles Altstadt | D-5-63-000-405 Wikidata | weitere Bilder |
| Helmstraße 10 (Standort) | Gaststätte Zum Tannenbaum                                       | Dreiseitig freistehender, dreigeschossiger Fachwerkbau in Ecklage, mit Sandsteinerdgeschoss, Walmdach und Fachwerk-Zwerchhäusern, um 1700, massives Erdgeschoss bezeichnet „1803“ Rückgebäude, zweigeschossiger Fachwerkbau mit Satteldach, wohl 18. Jahrhundert; Teil des Ensembles Altstadt | D-5-63-000-406 Wikidata | weitere Bilder |
| Helmstraße 11 (Standort) | Wohnhaus                                                        | Dreigeschossiger giebelständiger Sandsteinquaderbau mit Satteldach, Aufzugsdächlein und traufseitigem Anbau mit Korbbogentor, Ende 17. Jahrhundert, Anbau wohl zweite Hälfte 18. Jahrhundert; Teil des Ensembles Altstadt                                                                     | D-5-63-000-407 Wikidata | BW             |

## Henri-Dunant-Straße
| Lage                              | Objekt     | Beschreibung | Akten-Nr.                | Bild |
| --------------------------------- | ---------- | --- | ------------------------ | ---- |
| Henri-Dunant-Straße 11 (Standort) | Mosaikbild | Nach Entwurf von Hermann Schwabe, um 1911; aus dem alten Kolonnenhaus (Otto-Seeling-Promenade) in Vorhalle des Hauses des Roten Kreuzes (1974–76 erbaut) übertragen | D-5-63-000-1590 Wikidata | BW   |

## Herrnstraße
| Lage                      | Objekt               | Beschreibung | Akten-Nr.                | Bild |
| ------------------------- | -------------------- | --- | ------------------------ | ---- |
| Herrnstraße 10 (Standort) | Mietshaus in Ecklage | Viergeschossiger Satteldachbau mit Sandsteinfassade, Zwerchhäusern mit Ziergiebeln, Turmaufsatz an der abgeschrägten Ecke und ausgebautem Fachwerk-Dachgeschoss, im Neu-Nürnberger-Stil, von Georg Bauer, 1902; bauliche Gruppe mit Herrnstraße 12/14 und Eckhaus Schwabacher Straße 150 | D-5-63-000-408 Wikidata  | BW   |
| Herrnstraße 12 (Standort) | Mietshaus            | viergeschossiger traufseitiger Satteldachbau mit Sandsteinfassade, Zwerchhaus und ausgebautem Fachwerk-Dachgeschoss, im Neu-Nürnberger-Stil, von Georg Bauer, 1901-03; bauliche Gruppe mit Herrnstraße 10/14                                                                             | D-5-63-000-1810          | BW   |
| Herrnstraße 14 (Standort) | Mietshaus            | Viergeschossiger traufseitiger Satteldachbau mit Sandsteinfassade, Zwerchhaus und ausgebautem Fachwerk-Dachgeschoss, im Neu-Nürnberger-Stil, von Georg Bauer, 1901/02; bauliche Gruppe mit Herrnstraße 10/12 und Eckhaus Schwabacher Straße 150                                          | D-5-63-000-1811 Wikidata | BW   |

## Hirschenstraße
| Lage                                      | Objekt                                                | Beschreibung | Akten-Nr.                | Bild                                                  |
| ----------------------------------------- | ----------------------------------------------------- | --- | ------------------------ | ----------------------------------------------------- |
| Hirschenstraße 1 / 3 (Standort)           | Wohn- und Geschäftshaus in Ecklage                    | Viergeschossiger Mansarddachbau mit reich gegliederten Sandsteinfassaden, Erkern mit Eisenbalkonbrüstungen, Eckerkern und Zwerchgiebel an Stirnseite mit Hirschkopf, Neurenaissance, von Egerer und Richter, bezeichnet „1888“ | D-5-63-000-410 Wikidata  | weitere Bilder                                        |
| Hirschenstraße 2/Kohlenmarkt 3 (Standort) | Ehemaliges Doppelwohnhaus, jetzt städtisches Amtshaus | Siehe Kohlenmarkt 3 | D-5-63-000-697 Wikidata  | Ehemaliges Doppelwohnhaus, jetzt städtisches Amtshaus |
| Hirschenstraße 2b (Standort)              | Ehemaliges Fabrikgebäude in Ecklage                   | Dreigeschossiger, langgestreckter Sandsteinquaderbau mit Walmdach, flachem Mittelrisalit, Lisenengliederung und reichem Fries an der Traufe, spätklassizistisch, 1852, um 1860/70 nach Westen erweitert | D-5-63-000-1131 Wikidata | Ehemaliges Fabrikgebäude in Ecklage                   |
| Hirschenstraße 4 (Standort)               | Wohnhaus                                              | Dreigeschossiger traufseitiger Satteldachbau mit Sandsteinfassade und Konsoltraufgesims, spätklassizistisch, von Andreas Korn, 1854 | D-5-63-000-412 Wikidata  | Wohnhaus                                              |
| Hirschenstraße 5 (Standort)               | Mietshaus                                             | Dreigeschossiger traufseitiger Flachsatteldachbau mit Sandsteinfassade, rustiziertem Erdgeschoss und flachen Seitenrisaliten mit Zwerchgiebeln, Neurenaissance, von Egerer und Richter, 1890 | D-5-63-000-413 Wikidata  | Mietshaus                                             |
| Hirschenstraße 6 (Standort)               | Wohnhaus                                              | Dreigeschossiger traufseitiger Satteldachbau mit Sandsteinfassade, Sohlbankgesims und mittigem Stichbogentor, spätklassizistisch, von Andreas Korn, 1858 | D-5-63-000-414 Wikidata  | Wohnhaus                                              |
| Hirschenstraße 7 (Standort)               | Wohnhaus                                              | Dreigeschossiger traufseitiger Satteldachbau mit Sandsteinfassade und Sohlbankgesimsen, spätklassizistisch, von Andreas Korn, 1855 | D-5-63-000-415 Wikidata  | Wohnhaus                                              |
| Hirschenstraße 8 (Standort)               | Wohnhaus                                              | Dreigeschossiger traufseitiger Satteldachbau mit Sandsteinfassade, Sohlbankgesimsen und Stichbogenfenstern, spätklassizistisch, von Joh. Krieger, 1854; bauliche Einheit mit Hirschenstraße 10 | D-5-63-000-416 Wikidata  | Wohnhaus                                              |
| Hirschenstraße 9 (Standort)               | Mietshaus                                             | Dreigeschossiger Mansarddachbau mit reich gegliederter Sandsteinfassade und rustiziertem Erdgeschoss, Neurenaissance, von Fritz Walter, 1889 | D-5-63-000-417 Wikidata  | Mietshaus                                             |
| Hirschenstraße 10 (Standort)              | Wohnhaus                                              | Dreigeschossiger traufseitiger Satteldachbau mit Sandsteinfassade, ornamentalen Friesen, Sohlbankgesimsen und Stichbogenfenstern, spätklassizistisch, von Joh. Krieger, 1854; bauliche Einheit mit Hirschenstraße 8 | D-5-63-000-418 Wikidata  | Wohnhaus                                              |
| Hirschenstraße 11 (Standort)              | Wohnhaus                                              | Dreigeschossiger traufseitiger Satteldachbau mit Sandsteinfassade, Stichbogenfenster im Erdgeschoss und Sohlbankgesims, klassizistisch, von Joh. Krieger, 1860 | D-5-63-000-419 Wikidata  | Wohnhaus                                              |
| Hirschenstraße 12 (Standort)              | Mietshaus                                             | Viergeschossiger traufseitiger Satteldachbau mit reich gegliederter Sandsteinfassade, Mittelerker und Ladenfront mit Gusseisensäulen, Neurenaissance, von Adam Egerer, 1894/95 | D-5-63-000-420 Wikidata  | weitere Bilder                                        |
| Hirschenstraße 14 (Standort)              | Wohnhaus                                              | Dreigeschossiger traufseitiger Satteldachbau mit Sandsteinfassade, flachgiebeligem Zwerchhaus und Neurenaissance-Ladenfront mit Gusseisensäulen, spätklassizistisch, von Konrad Waiz und Simon Gieß, 1853, Aufstockung von Friedrich Schmidt und Joh. Weithaas, 1857, Ladeneinbau Ende 19. Jahrhundert Rückflügel, Wohnhaus, zweigeschossiger Ziegelbau mit Pultdach und traufseitiger Aufzugsgaube, wohl Ende 19. Jahrhundert Ehemaliges Werkstatt- oder Lagergebäude, erdgeschossiger Ziegelbau mit Pultdach und Aufzugsgaube, wohl Ende 19. Jahrhundert | D-5-63-000-421 Wikidata  | Wohnhaus                                              |
| Hirschenstraße 15/17 (Standort)           | Mietshausgruppe                                       | Dreigeschossige traufseitige Satteldachbauten mit Sandsteinfassaden und Gurtgesimsen, spätklassizistisch, von Andreas Korn, 1862 | D-5-63-000-422 Wikidata  | weitere Bilder                                        |
| Hirschenstraße 19 (Standort)              | Wohnhaus                                              | Dreigeschossiger traufseitiger Satteldachbau mit Sandsteinfassade und aufwendigem Konsoltraufgesims, spätklassizistisch, 1865 Rückgebäude, zweigeschossiger Sandsteinbau mit Satteldach und Zwerchhaus mit Aufzugsluke in Fachwerk, gleichzeitig | D-5-63-000-423 Wikidata  | Wohnhaus                                              |
| Hirschenstraße 20 (Standort)              | Wohnhaus in Ecklage                                   | Dreigeschossiger Satteldachbau mit Sandsteinfassade und Stichbogenfenstern, spätklassizistisch, von Johann Michael Zink, 1863 | D-5-63-000-424 Wikidata  | Wohnhaus in Ecklage                                   |
| Hirschenstraße 21 (Standort)              | Wohnhaus                                              | Dreigeschossiger traufseitiger Satteldachbau mit reich gegliederter Sandsteinfassade und flachgiebeligem Zwerchhaus, spätklassizistischer Rundbogenstil, von Friedrich Schmidt, 1855 | D-5-63-000-425 Wikidata  | Wohnhaus                                              |
| Hirschenstraße 23 (Standort)              | Wohnhaus                                              | Dreigeschossiger Mansarddachbau mit Sandsteinfassade, Sohlbankgesimsen und Konsoltraufgesims, spätklassizistisch, von Friedrich Schmidt, 1842, Erweiterung nach Norden 1857, Dach- und Erdgeschossumbau von Adam Egerer, 1889; bauliche Gruppe mit Blumenstraße 4 und 6 | D-5-63-000-426 Wikidata  | Wohnhaus                                              |
| Hirschenstraße 26 (Standort)              | Wohnhaus                                              | Dreigeschossiger traufseitiger Satteldachbau mit Sandsteinfassade, Sohlbankgesimsen und Stichbogenfenstern, spätklassizistisch, von Johann und Michael Zink, 1860 Rückgebäude, Wohnhaus, zweiflügeliger, drei- und zweigeschossiger Putzbau mit Pultdach, wohl Ende 19. Jahrhundert Rückgebäude, zweigeschossiger Putzbau mit Pultdach, wohl Ende 19. Jahrhundert | D-5-63-000-428 Wikidata  | weitere Bilder                                        |
| Hirschenstraße 27 (Standort)              | Ehemalige Stadtsparkasse, jetzt Volkshochschule       | Dreigeschossiger Eckbau mit Mansard- und Mansardwalmdach, Sandsteinfassade mit rustiziertem Erdgeschoss, großflächigen Fensterflächen, polygonalem Eckerker und Zwerchhaus mit Dreiecksgiebel, in historisierenden Formen, von Otto Holzer, bezeichnet „1909-10“; bauliche Gruppe mit Hirschenstraße 29 | D-5-63-000-429 Wikidata  | Ehemalige Stadtsparkasse, jetzt Volkshochschule       |
| Hirschenstraße 28 (Standort)              | Wohnhaus                                              | Dreigeschossiger traufseitiger Satteldachbau mit Sandsteinfassade, Sohlbankgesimsen und Stichbogenfenstern, spätklassizistisch, von J. Philipp Krieger, 1862/63 | D-5-63-000-430 Wikidata  | weitere Bilder                                        |
| Hirschenstraße 29 (Standort)              | Ehemaliges I. Städtisches Brause- und Wannenbad       | Viergeschossiger teils Mansard-, teils Satteldachbau mit Sandsteinfassade, rustiziertem Erdgeschoss und Zwerchgiebel, in historisierenden Formen, 1898, Umbau und Aufstockung 1910 Rückflügel, erdgeschossiger, teils verputzter Ziegelbau auf Sandsteinsockel mit Flachsatteldach, gleichzeitig; bauliche Gruppe mit Hirschenstraße 27 | D-5-63-000-431 Wikidata  | weitere Bilder                                        |
| Hirschenstraße 30 / 32 (Standort)         | Wohnhausgruppe                                        | Symmetrisches Doppelhaus, dreigeschossige traufseitige Satteldachbauten mit Sandsteinfassaden und Zwerchhäusern mit Flachgiebeln, spätklassizistisch, von Johann Michael Zink, 1868 Rückgebäude, Wohn- und Werkstattgebäude, zweigeschossiger traufseitiger Sandsteinbau mit Satteldach, gleichzeitig | D-5-63-000-432 Wikidata  | weitere Bilder                                        |
| Hirschenstraße 31 (Standort)              | Wohn- und Geschäftshaus                               | Viergeschossiger traufseitiger Satteldachbau mit reich gegliederter Sandsteinfassade und Mittelerker mit Eisenbalkonbrüstung, Neurenaissance, von Adam Egerer, 1900/01 Rückgebäude, Wohnhaus, zweigeschossiger Sandsteinbau mit Satteldach, gleichzeitig | D-5-63-000-433 Wikidata  | Wohn- und Geschäftshaus                               |
| Hirschenstraße 33 (Standort)              | Wohnhaus in Ecklage                                   | Dreigeschossiger Satteldachbau mit Sandsteinfassade mit abgeschrägter Ecke, spätklassizistisch, von Johann Michael Zink, 1865 | D-5-63-000-435 Wikidata  | Wohnhaus in Ecklage                                   |
| Hirschenstraße 34 (Standort)              | Wohnhaus                                              | Dreigeschossiger traufseitiger Satteldachbau mit Sandsteinfassade und Sohlbankgesims, spätklassizistisch, wohl Simon Gieß, 1867/68; bauliche Einheit mit Eckhaus Hirschenstraße 36 | D-5-63-000-436 Wikidata  | weitere Bilder                                        |
| Hirschenstraße 36 (Standort)              | Wohnhaus in Ecklage                                   | Dreigeschossiger Satteldachbau mit Sandsteinfassade und Sohlbankgesims, spätklassizistisch, wohl von Simon Gieß, 1867/68; bauliche Einheit mit Hirschenstraße 34 | D-5-63-000-438 Wikidata  | Wohnhaus in Ecklage                                   |
| Hirschenstraße 37 (Standort)              | Wohnhaus                                              | Dreigeschossiger traufseitiger Satteldachbau mit Sandsteinfassade und Sohlbankgesims und mittigem Stichbogentor, spätklassizistisch, von Chr. Christgau, 1865 | D-5-63-000-439 Wikidata  | Wohnhaus                                              |
| Hirschenstraße 39 (Standort)              | Wohnhaus                                              | Viergeschossiger traufseitiger Satteldachbau mit reich gegliederter Sandsteinfassade, Neurenaissance, von Johann Gran, bezeichnet „1898“ Rückgebäude, ehemaliges Fabrikgebäude, dreigeschossiger winkelförmiger Backsteinbau mit Pultdach, gleichzeitig | D-5-63-000-440 Wikidata  | Wohnhaus                                              |
| Hirschenstraße 41 (Standort)              | Wohnhaus                                              | Dreigeschossiger traufseitiger Satteldachbau mit Sandsteinfassade und Zwerchhaus mit Flachgiebel, spätklassizistisch, wohl von Johann Söhnlein, 1868 | D-5-63-000-441 Wikidata  | Wohnhaus                                              |
| Hirschenstraße 42 (Standort)              | Wohnhaus                                              | Dreigeschossiger traufseitiger Sandsteinquaderbau mit Satteldach, Sohlbankgesims und Stichbogenfenstern, spätklassizistisch, von Konrad Waiz und Johann Gran, 1854/55 Rückgebäude, ehemaliges Fabrik- und Lagergebäude, dreigeschossiger ziegelsichtiger Pultdachbau, von Georg Böhner, 1910, Aufstockung 1928 von Otto Ulscht | D-5-63-000-442 Wikidata  | Wohnhaus                                              |
| Hirschenstraße 43 (Standort)              | Wohnhaus                                              | Dreigeschossiger traufseitiger Satteldachbau mit Sandsteinfassade, Sohlbankgesims und Rosettenfries am Traufgesims, spätklassizistisch, von Konrad Weber, 1873 | D-5-63-000-443 Wikidata  | Wohnhaus                                              |
| Hirschenstraße 44 (Standort)              | Mietshaus                                             | Viergeschossiger traufseitiger Satteldachbau mit reich gegliederter Sandsteinfassade, rustiziertem Erdgeschoss und mittigem Stichbogentor, Neurenaissance, von Georg Kißkalt, 1887 | D-5-63-000-444 Wikidata  | Mietshaus                                             |
| Hirschenstraße 45 (Standort)              | Wohnhaus in Ecklage                                   | Dreigeschossiger Satteldachbau mit Sandsteinfassade, Lisenengliederung, Rosettenfries an der Traufe und Flachgiebel an der abgeschrägten Ecke, spätklassizistisch, wohl von Johann Söhnlein, 1869 | D-5-63-000-445 Wikidata  | Wohnhaus in Ecklage                                   |
| Hirschenstraße 46 (Standort)              | Mietshaus                                             | Dreigeschossiger Mansarddachbau mit sehr reich gegliederter Sandsteinfassade und mittigem Zwerchhaus mit Dreiecksgiebel, Neurenaissance, von Konrad Weber, 1885 | D-5-63-000-446 Wikidata  | Mietshaus                                             |
| Hirschenstraße 47 (Standort)              | Wohnhaus                                              | Dreigeschossiger Mansarddachbau mit Sandsteinfassade und Konsoltraufgesims, spätklassizistisch, von Konrad Weber, 1874/75, Mansarddach 1895 von Adam Egerer; bauliche Einheit mit Hirschenstraße 49 | D-5-63-000-447 Wikidata  | Wohnhaus                                              |
| Hirschenstraße 48 (Standort)              | Mietshaus                                             | Dreigeschossiger Mansarddachbau mit reich gegliederter Sandsteinfassade und Stichbogentor, Neurenaissance, von Konrad Weber, 1884 | D-5-63-000-448 Wikidata  | Mietshaus                                             |
| Hirschenstraße 49 (Standort)              | Wohnhaus                                              | Dreigeschossiger traufseitiger Satteldachbau mit Sandsteinfassade und Konsoltraufgesims, spätklassizistisch, von Konrad Weber, 1874/75; bauliche Einheit mit Hirschenstraße 47 | D-5-63-000-449 Wikidata  | Wohnhaus                                              |
| Hirschenstraße 50 (Standort)              | Mietshaus                                             | Dreigeschossiger Mansarddachbau mit schmaler Sandsteinfassade und Dachgauben, Neurenaissance, von Wilhelm Horneber, 1881; bauliche Gruppe mit Eckhaus Theresienstraße 26a | D-5-63-000-450 Wikidata  | Mietshaus                                             |
| Hirschenstraße 53 (Standort)              | Mietshaus                                             | Viergeschossiger traufseitiger Satteldachbau mit Sandsteinfassade, Neurenaissance, von Wilhelm Horneber, 1888/89; bauliche Gruppe mit Eckhaus Theresienstraße 26 | D-5-63-000-451 Wikidata  | BW                                                    |

## Hochstraße
| Lage                     | Objekt                                         | Beschreibung | Akten-Nr.                | Bild           |
| ------------------------ | ---------------------------------------------- | --- | ------------------------ | -------------- |
| Hochstraße 14 (Standort) | Evangelisch-lutherische Pfarrkirche St. Martin | Putzbau mit Satteldach, eingezogenem Polygonalchor und Einturmfassade mit polygonalem Turmaufsatz mit Spitzhelm und Portalrelief, Saalbau mit flacher Holzdecke und dreiseitig umlaufenden Emporen, romanisierend, von Fritz Fronmüller, 1949/50; mit Ausstattung | D-5-63-000-1695 Wikidata | weitere Bilder |

## Höfener Straße
| Lage                              | Objekt                  | Beschreibung | Akten-Nr.                | Bild                 |
| --------------------------------- | ----------------------- | --- | ------------------------ | -------------------- |
| Höfener Straße 10 / 14 (Standort) | Wohn- und Geschäftshaus | Freistehender, dreigeschossiger und traufseitiger Sandsteinbau mit Satteldach, rustiziertem Erdgeschoss, Erker und breitem Zwerchhaus mit Dreiecksgiebel, neuklassizistisch, von Max Ebert, 1923 Nebengebäude, abgewinkelter, ein- und zweigeschossiger, teils verputzter Sandsteinbau mit Satteldach, Zwerchhäusern und Aufzugsgauben, gleichzeitig Einfriedung, verputzte Sandsteinmauer, gleichzeitig | D-5-63-000-452 Wikidata  | weitere Bilder       |
| Höfener Straße 18 (Standort)      | Mietshaus in Ecklage    | Viergeschossiger Mansarddachbau mit Backsteinfassade, Sandsteingliederung und Sandstein-Eckerkerturm an der abgeschrägten Ecke, in Neurenaissance-Formen, von Adam Egerer, 1900 | D-5-63-000-453 Wikidata  | Mietshaus in Ecklage |
| Höfener Straße 20 (Standort)      | Mietshaus               | Viergeschossiger traufseitiger Satteldachbau mit Sandsteinfassade mit Erker, hohem, geschweiftem Zwerchgiebel und ausgebautem Dachgeschoss, in Neurenaissance-Formen, von Heinrich Walz, 1902 | D-5-63-000-1591 Wikidata | weitere Bilder       |
| Höfener Straße 22 (Standort)      | Mietshaus               | Viergeschossiger Mansarddachbau mit Sandsteinfassade und Blendmaßdekor, im Neu-Nürnberger-Stil, von Albin Kupfer, bezeichnet „1903“; bauliche Gruppe mit Höfener Straße 24/26 | D-5-63-000-454 Wikidata  | weitere Bilder       |
| Höfener Straße 24 (Standort)      | Mietshaus               | Viergeschossiger Mansarddachbau mit Sandsteinfassade und Blendmaßdekor, im Neu-Nürnberger-Stil, von Albin Kupfer, 1903; bauliche Gruppe mit Höfener Straße 22/26 | D-5-63-000-1823 Wikidata | weitere Bilder       |
| Höfener Straße 26 (Standort)      | Mietshaus in Ecklage    | Viergeschossiger Mansarddachbau mit Sandsteinfassade, Erkerturm und geschweiftem Zwerchgiebel an der abgeschrägten Ecke, im Neu-Nürnberger-Stil, von Heinrich Walz, bezeichnet „1902“; bauliche Gruppe mit Höfener Straße 22/24 | D-5-63-000-1824 Wikidata | weitere Bilder       |

## Holzstraße
| Lage                     | Objekt               | Beschreibung | Akten-Nr.               | Bild                 |
| ------------------------ | -------------------- | --- | ----------------------- | -------------------- |
| Holzstraße 20 (Standort) | Mietshaus            | Viergeschossiger traufseitiger Satteldachbau mit Sandsteinfassade, Neurenaissance, 1889; bauliche Gruppe mit Holzstraße 22 | D-5-63-000-456 Wikidata | BW                   |
| Holzstraße 21 (Standort) | Mietshaus            | Viergeschossiger traufseitiger Satteldachbau mit Sandsteinfassade, Neurenaissance, 1891; bauliche Gruppe mit Holzstraße 23 | D-5-63-000-457 Wikidata | BW                   |
| Holzstraße 22 (Standort) | Mietshaus            | Viergeschossiger traufseitiger Satteldachbau mit Sandsteinfassade, Neurenaissance, 1889; bauliche Gruppe mit Holzstraße 20 | D-5-63-000-458 Wikidata | BW                   |
| Holzstraße 23 (Standort) | Mietshaus            | Viergeschossiger traufseitiger Satteldachbau mit Sandsteinfassade, Neurenaissance, 1891; bauliche Gruppe mit Holzstraße 21 | D-5-63-000-459 Wikidata | BW                   |
| Holzstraße 34 (Standort) | Mietshaus            | Fünfgeschossiger traufseitiger Satteldachbau mit Sandsteinfassade und breitem Mittelerker mit Eisenbalkon und Dreieckszwerchgiebel, Jugendstil mit neuklassizistischen Anklängen, von Peringer und Rogler, 1907/08 Rückgebäude, viergeschossiger Putzbau mit Pultdach, gleichzeitig          | D-5-63-000-460 Wikidata | BW                   |
| Holzstraße 41 (Standort) | Mietshaus in Ecklage | Viergeschossiger Mansarddachbau mit Sandsteinfassade, Erkern, Zwerchhäusern mit Schweifgiebeln und Erkerturm mit Zwiebelhaube an der abgeschrägten Ecke, im Neu-Nürnberger-Stil, von Adam Egerer, 1903                                                                                       | D-5-63-000-461 Wikidata | Mietshaus in Ecklage |
| Holzstraße 42 (Standort) | Mietshaus            | Fünfgeschossiger traufseitiger Satteldachbau mit Sandsteinfassade, Lisenengliederung und Mittelerker, Jugendstil, von Ebert und Müller, 1908/09; bauliche Gruppe mit Holzstraße 44/46 | D-5-63-000-462 Wikidata | BW                   |
| Holzstraße 43 (Standort) | Mietshaus            | Fünfgeschossiger traufseitiger Satteldachbau mit Sandsteinfassade, zwei flachen Segmenterkern, Spätjugendstil, von Ebert und Müller, 1907/08 Rückgebäude, drei- bis viergeschossiger Backsteinbau mit Pultdach, gleichzeitig; bauliche Gruppe mit Holzstraße 45 und Ludwigstraße 47/49/51/53 | D-5-63-000-463 Wikidata | BW                   |
| Holzstraße 44 (Standort) | Mietshaus            | Fünfgeschossiger traufseitiger Satteldachbau mit Sandsteinfassade, Mittelerker, Eisenbalkonbrüstung und seitlichen Segmentzwerchgiebeln, Jugendstil, von Ebert und Müller, 1908/09; bauliche Gruppe mit Holzstraße 42/46                                                                     | D-5-63-000-464 Wikidata | BW                   |
| Holzstraße 45 (Standort) | Mietshaus            | Fünfgeschossiger traufseitiger Satteldachbau mit Sandsteinfassade, breitem Mittelerker, Spätjugendstil, von Ebert und Groß, 1907/08 Rückgebäude, abgewinkelter, dreigeschossiger Backsteinbau mit Pultdach, gleichzeitig; bauliche Gruppe mit Holzstraße 43 und Ludwigstraße 47/49/51/53     | D-5-63-000-465 Wikidata | BW                   |
| Holzstraße 46 (Standort) | Mietshaus            | Fünfgeschossiger traufseitiger Satteldachbau mit Sandsteinfassade, Mittelerker und kleinem Fachwerk-Zwerchgiebel auf Konsolgesims, Jugendstil, von Ebert und Müller, 1908/09; bauliche Gruppe mit Holzstraße 42/44                                                                           | D-5-63-000-466 Wikidata | BW                   |

## Hornschuchpromenade
| Lage                                                    | Objekt                  | Beschreibung | Akten-Nr.                | Bild           |
| ------------------------------------------------------- | ----------------------- | --- | ------------------------ | -------------- |
| Hornschuchpromenade 1 (Standort)                        | Mietshaus               | Viergeschossiger traufseitiger Satteldachbau mit reich gegliederter Sandsteinfassade, rustiziertem Erdgeschoss, Pilastergliederung, Eisengitterbalkonen und Attika mit dahinterliegendem Dachaufsatz, Neurenaissance, wohl von Georg Müller, 1887/88; bauliche Gruppe mit Hornschuchpromenade 2, Luisenstraße 1/3 und Nürnberger Straße 38/40/42; Teil des Ensembles Hornschuchpromenade/Königswarterstraße | D-5-63-000-468 Wikidata  | weitere Bilder |
| Hornschuchpromenade 2 (Standort)                        | Mietshaus               | Viergeschossiger traufseitiger Satteldachbau mit reich gegliederter Sandsteinfassade, rustiziertem Erdgeschoss, Eisengitterbalkonen und einseitigem, flachem Seitenrisalit mit Attika, Neurenaissance, wohl von Wolfgang Müller, 1887/88; bauliche Gruppe mit Hornschuchpromenade 1, Luisenstraße 1/3 und Nürnberger Straße 38/40/42; Teil des Ensembles Hornschuchpromenade/Königswarterstraße | D-5-63-000-1750 Wikidata | weitere Bilder |
| Hornschuchpromenade 3 / 4 (Standort)                    | Doppelwohnhaus          | Symmetrischer, dreigeschossiger und traufseitiger Satteldachbau mit reich gegliederter Sandsteinfassade mit rustiziertem Erdgeschoss, Eisengitterbalkonen und zwei Erkertürmen, Neurenaissance, von Gottlob F. Hildenbrand, 1889/90; mit Ausstattung, in Nr. 3 von 1920; Teil des Ensembles Hornschuchpromenade/Königswarterstraße | D-5-63-000-469 Wikidata  | weitere Bilder |
| Hornschuchpromenade 5/Nürnberger Straße 46 (Standort)   | Mietshaus               | Viergeschossiger traufseitiger Satteldachbau mit reich gegliederter Sandsteinfassade und flachem Mittelrisalit mit polygonalem Erker mit Eisenbalkonbrüstung und Volutenzwerchgiebel, Neubarock, von Fritz Walter, 1892 Rückflügel zur Nürnberger Straße, dreigeschossiger Backsteinbau mit Sandsteingliederungen und Flachdach, gleichzeitig Angebautes Rückgebäude, ehemaliger Pferdestall und Kutscherwohnung, zweigeschossiger traufseitiger Putzbau mit Satteldach und Zwerchgiebel, hofseitig mit reich geschnitzter Fachwerkfront, Heimatstil, 1907 Reste der Einfriedung, rustizierter Sandsteinpfeiler, um 1892; Teil des Ensembles Hornschuchpromenade/Königswarterstraße | D-5-63-000-470 Wikidata  | weitere Bilder |
| Hornschuchpromenade 6 / Nürnberger Straße 50 (Standort) | Wohnhaus in Ecklage     | Dreigeschossiger Satteldachbau mit reich gegliederter Sandsteinfassade, polygonalem Eckerkerturm, Ädikulaportal und Eisenbalkonen, Neubarock, von Fritz Walter, 1895/96 Rückflügel, viergeschossiger Backsteinbau mit Walmdach und Sandsteingliederungen, gleichzeitig Einfriedung, Backsteinmauer mit rustizierten Sandsteinpfeilern, Neubarock, um 1898; symmetrische Baugruppe mit Hornschuchpromenade 7 beiderseits eines schmalen Vorhofes; Teil des Ensembles Hornschuchpromenade/Königswarterstraße | D-5-63-000-471 Wikidata  | weitere Bilder |
| Hornschuchpromenade 7 (Standort)                        | Mietshaus               | Dreigeschossiger, abgewinkelter Satteldachbau mit reich gegliederter Sandsteinfassade mit polygonalem Eckerkerturm, Zwiebelhaube, Volutenzwerchgiebel und Balkon-Erker-Gruppe, bildet zusammen mit Pultdachanbau und Hornschuchpromenade 6 einen schmalen Vorhof, Neu-Nürnberger-Stil, von Fritz Walter, bezeichnet „1898“; bauliche Gruppe mit Hornschuchpromenade 6/8; Teil des Ensembles Hornschuchpromenade/Königswarterstraße | D-5-63-000-472 Wikidata  | weitere Bilder |
| Hornschuchpromenade 8 (Standort)                        | Mietshaus               | Dreigeschossiger traufseitiger Satteldachbau mit sehr reich gegliederter Sandsteinfassade mit Ädikulaportal, mittiger Eisenbalkon-Erker-Gruppe und Zwerchgiebel, Neubarock, von Fritz Walter, 1896/97; bauliche Gruppe mit Hornschuchpromenade 6/7; Teil des Ensembles Hornschuchpromenade/Königswarterstraße | D-5-63-000-473 Wikidata  | weitere Bilder |
| Hornschuchpromenade 13 (Standort)                       | Mietshaus               | Viergeschossiger traufseitiger Satteldachbau mit Sandsteinfassade, hohem Staffelzwerchgiebel und reich gegliedertem Mittelerker und Ädikulaportal, hofseitig verputzt mit Loggien mit Maßwerkbrüstung, Neu-Nürnberger-Stil, von Fritz Walter, 1899/1900 Rückflügel, viergeschossiger Putzbau mit flachem Pultdach und Sandsteinfensterrahmungen, gleichzeitig; Teil des Ensembles Hornschuchpromenade/Königswarterstraße | D-5-63-000-1665 Wikidata | weitere Bilder |
| Hornschuchpromenade 15 (Standort)                       | Mietshaus               | Dreigeschossiger Mansarddachbau mit Sandsteinfassade und Balkonen, Neurenaissance, von Egerer und Richter, 1886/87; Teil des Ensembles Hornschuchpromenade/Königswarterstraße | D-5-63-000-474 Wikidata  | weitere Bilder |
| Hornschuchpromenade 17 (Standort)                       | Mietshaus               | Viergeschossiger traufseitiger Satteldachbau mit reich gegliederter Sandsteinfassade, Volutenzwerchgiebel und zwei Erkern mit Eisenbalkonbrüstungen und dazwischengespannten Eisengitterbalkonen, Neurenaissance, von Wilhelm Schemm, 1903 Rückflügel, zweigeschossiger Backsteinbau mit Terrassenflachdach, gleichzeitig; Teil des Ensembles Hornschuchpromenade/Königswarterstraße | D-5-63-000-475 Wikidata  | weitere Bilder |
| Hornschuchpromenade 18 (Standort)                       | Wohn- und Geschäftshaus | Dreigeschossiger Mansarddachbau mit Sandsteinfassade, Ädikulaportal, Zwerchgiebel, Loggien mit Eisenbalkonbrüstungen und keilförmigem Erker, Neurenaissance, von Adam Egerer, 1895/96 Rückflügel, dreigeschossiger Backsteinbau mit Mansarddach, gleichzeitig; Teil des Ensembles Hornschuchpromenade/Königswarterstraße | D-5-63-000-476 Wikidata  | weitere Bilder |
| Hornschuchpromenade 20 (Standort)                       | Mietshaus               | Schmaler, fünfgeschossiger und traufseitiger Satteldachbau mit reich gegliederter Sandsteinfassade, Flacherker und Zwerchgiebel, in Formen der deutschen Renaissance und des Jugendstils, von J. Müller (Ebert und Müller), 1902; Teil des Ensembles Hornschuchpromenade/Königswarterstraße | D-5-63-000-477 Wikidata  | weitere Bilder |
| Hornschuchpromenade 21 (Standort)                       | Mietshaus in Ecklage    | Viergeschossiger Satteldachbau mit reich gegliederter Sandsteinfassade, rustiziertem Erdgeschoss und Erker an der abgeschrägten Ecke, Neurenaissance, von Egerer und Richter, 1888; städtebauliches Pendant zu Eckhaus Jakobinenstraße 6; Teil des Ensembles Hornschuchpromenade/Königswarterstraße | D-5-63-000-478 Wikidata  | weitere Bilder |
| Hornschuchpromenade 22 (Standort)                       | Mietshaus               | Fünfgeschossiger traufseitiger Satteldachbau mit Sandsteinfassade und rustiziertem Erdgeschoss, Neurenaissance, von Johann Gran, 1887, modern aufgestockt; Teil des Ensembles Hornschuchpromenade/Königswarterstraße | D-5-63-000-479 Wikidata  | BW             |
| Hornschuchpromenade 23 (Standort)                       | Mietshaus               | Viergeschossiger traufseitiger Satteldachbau mit Sandsteinfassade und flachem Mittelrisalit mit reich dekoriertem Erker und Zwerchgiebel, im Neu-Nürnberger-Stil, von Adam Egerer, 1899/1900; Teil des Ensembles Hornschuchpromenade/Königswarterstraße | D-5-63-000-480 Wikidata  | BW             |
| Hornschuchpromenade 24 (Standort)                       | Mietshaus               | Viergeschossiger Mansarddachbau mit reich gegliederter Sandsteinfassade, Erkern, Zwerchgiebel, Fachwerk-Mansarde und Eisengitterbalkonen, Jugendstil, von J. Müller, 1901/02; bauliche Gruppe mit Hornschuchpromenade 25 und Eckhaus Zähstraße 4; Teil des Ensembles Hornschuchpromenade/Königswarterstraße | D-5-63-000-481 Wikidata  | weitere Bilder |
| Hornschuchpromenade 25 (Standort)                       | Mietshaus               | Fünfgeschossiger, traufseitiger Satteldachbau mit reich dekorierter Sandsteinfassade, geschweiftem Zwerchgiebel, Erkern und Eisengitterbalkonen, Jugendstil, von Georg Müller, 1903/04; bauliche Gruppe mit Hornschuchpromenade 24 und Eckhaus Zähstraße 4; Teil des Ensembles Hornschuchpromenade/Königswarterstraße | D-5-63-000-1751          | weitere Bilder |
| Hornschuchpromenade 28 (Standort)                       | Mietshaus               | Viergeschossiger traufseitiger Satteldachbau mit reich gegliederter Sandsteinfassade, Zwerchhaus und Mittelerker mit Eisenbalkonbrüstung am flachen Mittelrisalit, Neurenaissance, von Fritz Walter, 1897/98; bauliche Gruppe mit Zähstraße 1/3 und Nürnberger Straße 100; Teil des Ensembles Hornschuchpromenade/Königswarterstraße | D-5-63-000-482 Wikidata  | BW             |
| Hornschuchpromenade 29 (Standort)                       | Mietshaus               | Viergeschossiger Mansarddachbau mit Sandsteinfassade, Mittelerker mit Balkonbrüstung, Zwerchhaus mit Ziergiebel und verkleideter Fachwerk-Mansarde, im Neu-Nürnberger-Stil, von J. Müller, 1900/01; Teil des Ensembles Hornschuchpromenade/Königswarterstraße | D-5-63-000-483 Wikidata  | BW             |
| Hornschuchpromenade 30 (Standort)                       | Mietshaus               | Viergeschossiger Mansarddachbau mit Sandsteinfassade, reich gegliedertem Mittelerker, Fachwerk-Mansarde und Zwerchhaus mit hohem Schweifgiebel, im Neu-Nürnberger-Stil, von J. Konrad Merkl, 1898/99; Teil des Ensembles Hornschuchpromenade/Königswarterstraße | D-5-63-000-484 Wikidata  | Mietshaus      |
| Hornschuchpromenade 44 (Standort)                       |                         | Mietshaus, freistehender, dreigeschossiger Putzbau mit rustiziertem Sandsteinerdgeschoss, Mansardwalmdach, Zwerchgiebel, Sandsteinerkern und Eisenbalkonen, Spätjugendstil, von Peringer und Rogler, 1911/12 Eisentor, bauzeitlich; bauliche Gruppe mit Nürnberger Straße 132; Teil des Ensembles Hornschuchpromenade/Königswarterstraße | D-5-63-000-485 Wikidata  |                |
| Hornschuchpromenade 47 (Standort)                       | Doppelwohnhaus          | Freistehender, zweigeschossiger und verputzter Schopfwalmdachbau mit Sandsteinsockel, Fachwerkgiebeln und Kratzputzbildern, Reformstil, von Ebert und Müller, 1907/08 Hofseitig angebaute Garagen, erdgeschossige Putzbauten mit Pultdach und Nr. 46 mit Aufzugsgaube, gleichzeitig Gartenhaus, erdgeschossiger Putzbau mit Sandsteinsockel und Walmdach, gleichzeitig Einfriedung, Sandsteinquadermauer mit neuklassizistischen Gittertoren zur Straße und verputzter Ziegelmauer an den Seiten, gleichzeitig; Teil des Ensembles Hornschuchpromenade/Königswarterstraße | D-5-63-000-486 Wikidata  | BW             |
| Hornschuchpromenade 49 (Standort)                       | Mietshaus in Ecklage    | Dreigeschossiger Mansarddachbau mit Sandsteinfassade, Erker und Volutengiebel an der Schmalseite und erdgeschossigem Anbau mit Terrassendach, im Neu-Nürnberger-Stil, von Fritz Walter, 1904, Anbau bezeichnet „1916“; bauliche Gruppe mit Hornschuchpromenade 50 und Nürnberger Straße 158; Teil des Ensembles Hornschuchpromenade/Königswarterstraße | D-5-63-000-487 Wikidata  | BW             |
| Hornschuchpromenade 50 (Standort)                       | Mietshaus               | Viergeschossiger traufseitiger Satteldachbau mit Sandsteinfassade und Portalädikula, im Neu-Nürnberger-Stil, von Fritz Walter, 1904, Aufstockung wohl zweite Hälfte 20. Jahrhundert; bauliche Gruppe mit Hornschuchpromenade 49 und Nürnberger Straße 158; Teil des Ensembles Hornschuchpromenade/Königswarterstraße | D-5-63-000-1768 Wikidata | BW             |